# École nationale d'économie appliquée
L'École nationale d'économie appliquée (ENEA), installée à Dakar depuis 1963, est un établissement d'enseignement supérieur sénégalais qui a pour but de former des cadres du développement. 

## Historique
En 1962, sous la présidence de Léopold Sédar Senghor, le président du conseil du Sénégal, Mamadou Dia, demande au Ministre de la coopération française, de l'aider à créer au Sénégal  un établissement de formation de haut niveau pour les cadres du développement sénégalais. "L'expérience, explique-t-il,  a prouvé qu'il était souvent désastreux d'envoyer à l'extérieur des cadres coopératifs en formation, du fait qu'il se trouvent absolument coupés des réalités paysannes africaines, les mouvements coopératifs européens n'offrant qu'une lointaine analogie, dans la plupart des aspects, avec la coopération africaine. D'autre part, l'équipement intellectuel de Dakar donne des facilités très précieuses pour envisager un tel projet".
Ainsi naît d'abord le  Collège coopératif de Dakar (inspiré par le Collège coopératif de Paris, dirigé par Henri Desroche) dont les premières tâches sont le recyclage des agents de la coopération et la formation d'agents techniques de la coopération.
Les résultats de cet établissement sont jugés satisfaisants et conduisent à la création de l'École Nationale d'Économie Appliquée, officialisée par le décret no 560 du 30 juillet 1963.
Selon le Président de la République Léopold Sédar Senghor, l'École nationale d'économie appliquée doit " former des planificateurs dans le collège de la Planification, des coopérateurs dans le collège de la Coopération, des animateurs dans le collège de d'Animation, des aménagistes dans le collège d'Aménagement du Territoire. Progressivement tous les cadres moyens de développement ...sortiront de cette école... Notre planification deviendra alors plus opérationnelle parce que collant aux réalités du pays".

## Organisation
Le directeur de l'ENEA est actuellement[Quand ?] Ibrahima NDIAYE.
Trois types de formations sont ouvertes dans l'établissement :
- En formation initiale, il s'agit de former des cadres compétents et opérationnels de développement capables d'impulser, de stimuler, d'organiser et d'animer les activités économiques, mais aussi d'informer et de former les producteurs et populations rurales et urbaines en vue de l'amélioration de leurs capacités techniques, de leur cadre et niveau de vie. Cette formule existe pour les quatre départements.
- Une formation modulaire de courte ou moyenne durée offre aux agents de développement tant nationaux qu'africains formation permanente et recyclage.
- Depuis 1999, de nouvelles filières forment des techniciens supérieurs Elles assurent aux diplômés une insertion rapide dans la vie active et contribuent au désengorgement des premiers cycles des universités. Les spécialités suivantes y sont enseignées :
  - Animation du développement
  - Environnement, décentralisation et gestion urbaine
  - Gestion des projets.

Depuis septembre 2009, l'École Nationale d'Économie Appliquée porte désormais le nom de l'École Supérieure d'Économie Appliquée (E.S.E.A). Ce changement de nom intervient dans un contexte de mutation générale de l'institution, son rattachement à l'université Cheikh ANTA DIOP de Dakar mais tout en gardant son autonomie.

## Anciens étudiants
- Cheikh Tidiane Sy, ancien Ministre sénégalais
- Alioune Badiane, ancien Directeur exécutif adjoint de ONU-Habitat
- Mamadou Moustapha Ba, Ministre sénégalais
- Ibrahima Thioub, ancien Recteur de l'Université Cheikh Anta Diop